# Archiv

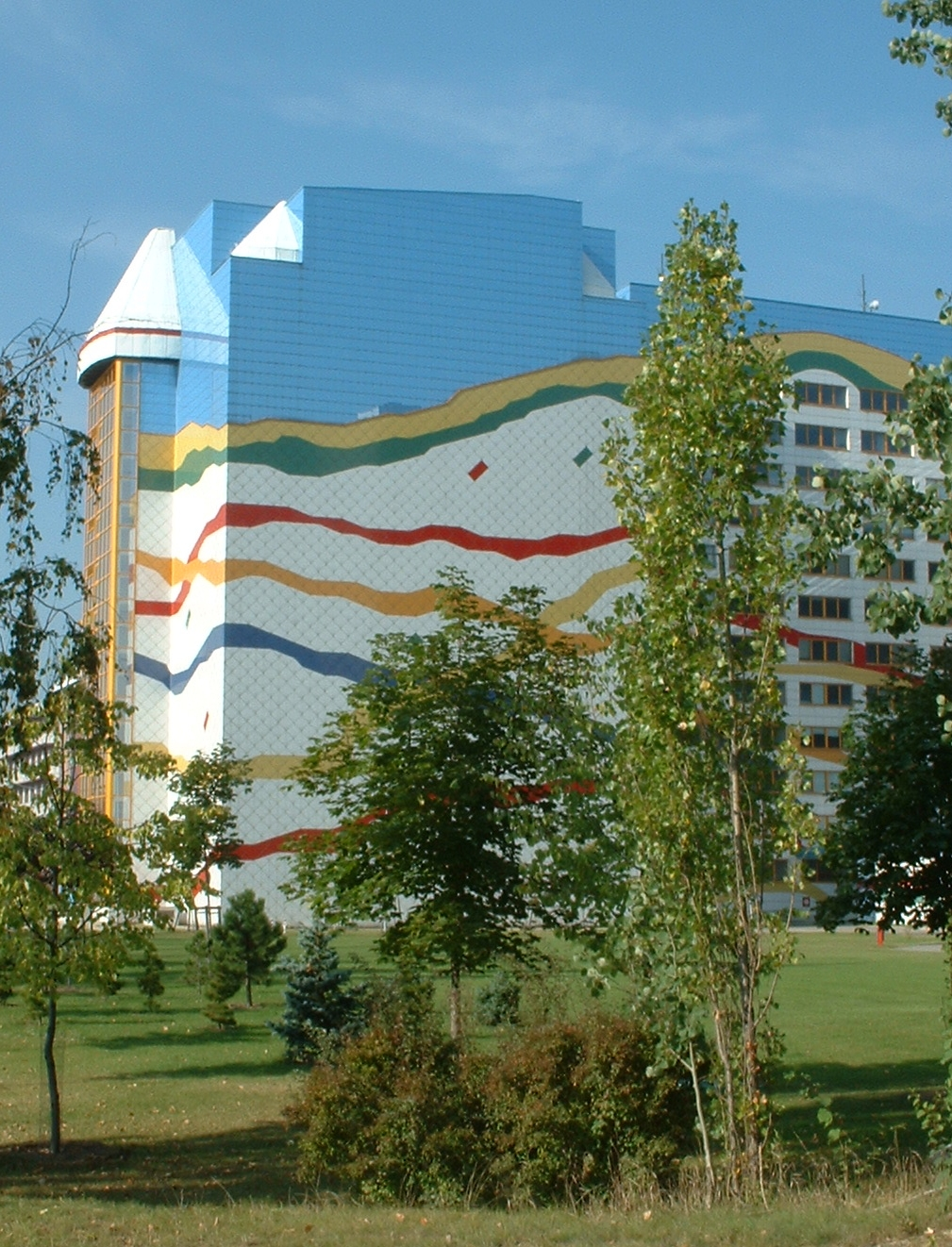
Archivní areál na Chodově v Praze. Sídlo Národního archivu, Státního oblastního archivu v Praze a Archivu hlavního města Prahy

Archiv (z řeckého výrazu αρχείο(ν), archeío(n) původně označující vládní, nebo úřední budovu) je instituce určená k uchovávání, ochraňování, evidování a zpřístupňování historicky cenných písemných pramenů, vzniklých v rámci činnosti státních, městských a obecních orgánů či jiných právnických a fyzických osob – archiválií. Další možné užití termínu archiv je pak přímo pro budovu (depozitář), kde se dané archiválie shromažďují, případně pro soubor archiválii, tj. archivní fond nebo archivní sbírku.
Archivy jsou běžně regulovány státem, spadají obvykle pod rezort kultury (např. Německo) nebo vnitra (např. Česko) a jejich činnost je upravena archivním zákonem. Archivy se dělí na archivy veřejné a soukromé, veřejné jsou zakládány státem nebo územní samosprávou a soukromé může založit jakákoliv právnická či fyzická osoba po splnění některých náležitostí.
Věda a obor lidské činnosti zabývající se archivy se nazývá archivnictví, člověk, který pracuje nebo spravuje archiv, je archivář.

## Archivy v Česku

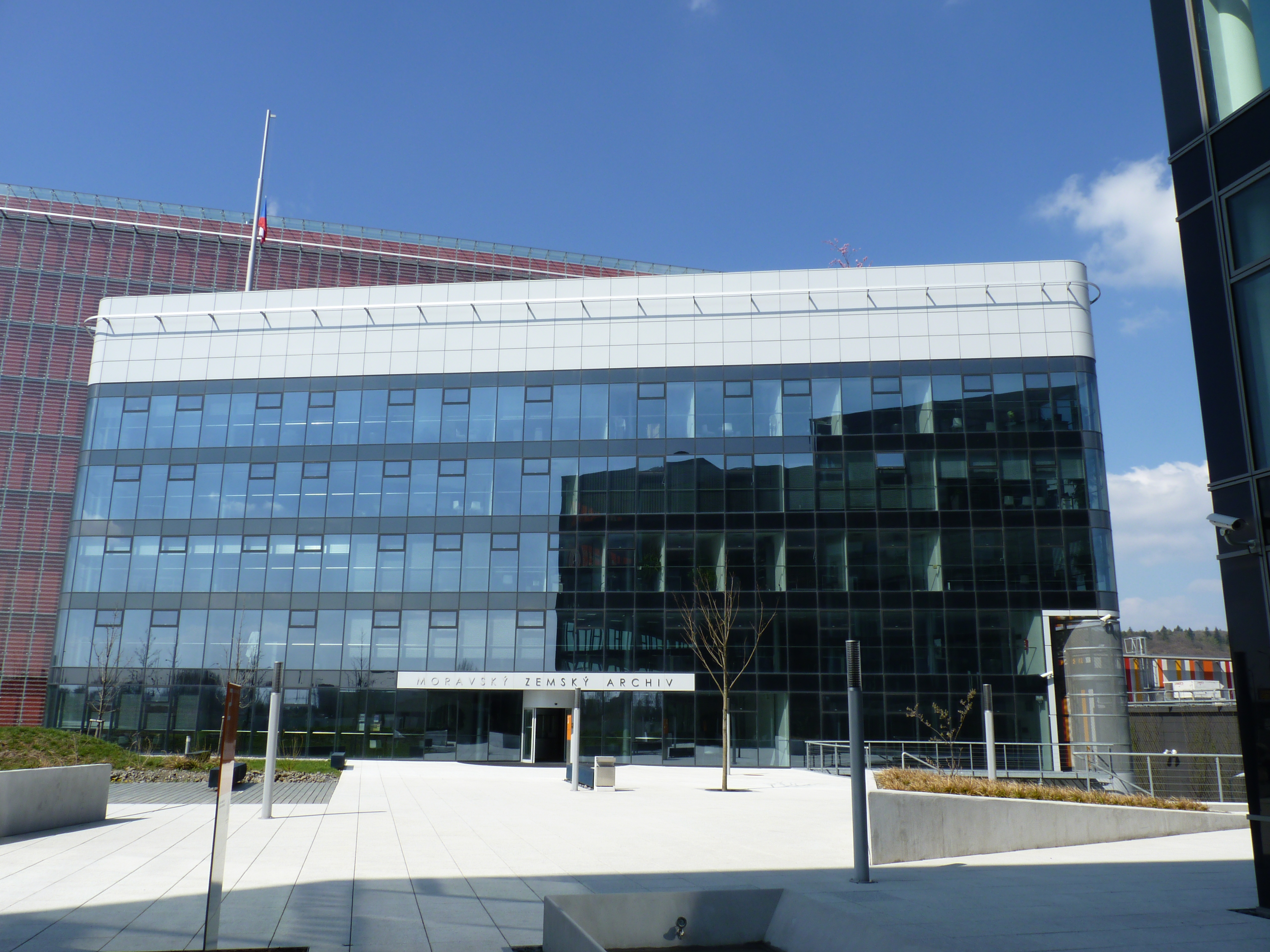
Moravský zemský archiv v Brně Nejmodernější budova největšího archivu ČR

Soustavu archivů v České republice tvoří:
- veřejné archivy
  - Národní archiv, který je organizační složkou státu a který jako ústřední archiv státu pečuje o archiválie z činnosti vrcholných orgánů českého státu, Československé republiky, Československé socialistické republiky, České a Slovenské Federativní Republiky, České socialistické republiky, České republiky
  - Archiv bezpečnostních složek, který je součástí Ústavu pro studium totalitních režimů a který pečuje o archiválie bezpečnostních složek z období komunistické totalitní moci
  - státní oblastní archivy, které jsou organizačními složkami státu a které pečují o archiválie z činnosti veřejnoprávních i soukromoprávních osob, jež působily ve vymezeném území příslušných krajů (ty tvoří tzv. oblasti). Jde o státní oblastní archivy v Praze, Třeboni, Plzni, Litoměřicích, Hradci Králové, Brně (Moravský zemský archiv v Brně) a Opavě (Zemský archiv v Opavě)
    - Státní okresní archivy jsou vnitřními organizačními jednotkami státních oblastních archivů pro obvody správních okresů, do 31. prosince 2002 byly samostatnými odbornými zařízeními okresních úřadů. V souvislosti s účinností zákona č. 234/2014 Sb., o státní službě, se státní okresní archivy od 1. ledna 2015 staly odděleními státních oblastních archivů.

  - specializované archivy, které jsou součástí zřizovatelů (výjimkou je Národní filmový archiv, který má samostatnou právní osobnost) a které pečují o archiválie vzniklých z činnosti těchto zřizovatelů a jejich právních předchůdců. Jde o archivy státních orgánů (Archiv Kanceláře prezidenta republiky, Archiv Pražského hradu, Archiv Poslanecké sněmovny, Archiv Senátu, Archiv Ministerstva zahraničních věcí České republiky), veřejnoprávních médií (Archiv Českého rozhlasu, Archiv České televize), výzkumných institucí (Archiv Akademie věd ČR), vysokých škol (Archiv Univerzity Karlovy, Archiv Masarykovy univerzity, Archiv Českého vysokého učení technického v Praze, Archiv Vysokého učení technického v Brně, Archiv AVU, Archiv Univerzity Hradec Králové, Archiv Univerzity Palackého v Olomouci, Archiv Slezské univerzity v Opavě, Archiv Vysoké školy báňské – Technické univerzity Ostrava, Archiv Mendelovy univerzity v Brně, Archiv Veterinární univerzity Brno, Archiv Ostravské univerzity), muzeí, galerií a knihoven (Archiv Národního muzea, Literární archiv Památníku národního písemnictví, Archiv Národní galerie, Archiv Národní knihovny České republiky, Archiv Národního technického muzea, Archiv Moravské galerie v Brně), státních úřadů (Archiv Národního bezpečnostního úřadu, Archiv Národního úřadu pro kybernetickou bezpečnost) a dále o Vojenský historický archiv, Národní filmový archiv, Ústřední archiv zeměměřictví a katastru, Archiv DIAMO a Archiv České národní banky.
  - bezpečnostní archivy, které jsou součástí některých ministerstev, Národního bezpečnostního úřadu, bezpečnostních složek a které pečují zejm. o archiválie z činnosti svých zřizovatelů a obsahující utajované informace. Jde o Archiv Národního bezpečnostního úřadu, Archiv Úřadu pro zahraniční styky a informace, Archiv Bezpečnostní informační služby, Archiv Vojenského zpravodajství, Archiv Policie České republiky, Archiv Ministerstva vnitra České republiky, Archiv Ministerstva obrany České republiky a Archiv Národního úřadu pro kybernetickou bezpečnost.
  - archivy územních samosprávných celků, které jsou součástí magistrátů příslušných měst a které pečují o archiválie z činnosti městské samosprávy. Většina měst v ČR nemá vlastní archiv a archiválie předává do příslušných státních oblastních archivů, výjimku tvoří jen největší města – historicky tak existuje Archiv hlavního města Prahy, Archiv města Brna, Archiv města Ostravy, Archiv města Plzně a Archiv města Ústí nad Labem.
- soukromé archivy – jde o několik archivů zřízených nestátními osobami a institucemi (Archiv Židovského muzea v Praze, Archiv Centra hasičského hnutí, Přibyslav, Archiv Liberty Ostrava, Archiv společnosti Sokolovská uhelná, Archiv společnosti Škoda Auto, Archiv Vítkovice, Ústřední archiv společnosti Plzeňský Prazdroj, Archiv Biskupství brněnského)

Mimo soustavu stojí archivy (z pohledu zákona se o archivy nejedná), které nemají oficiální rozeznání (akreditaci) od ministerstva vnitra, přesto splňují některé z definic archivu. Jednak se může jednat o instituce spravující archiválie podle zákona, které však nejsou archivy a ani je nezřizují (např. fond „Janáčkovi Leoš a Zdeňka“, tj. tzv. archiv Leoše Janáčka je pojat do Národního archivního dědictví, ovšem spravuje ho Moravské zemské muzeum). Dále například funguje Archiv Národního divadla, který je teatrologickým archivem, ovšem nesplňuje podmínky akreditace a stojí mimo soustavu archivů.

## Zkratky
Konvenční zkratky pro označení archivů:
- AHMP – Archiv hlavního města Prahy
- AMV – Archiv ministerstva vnitra
- MZA – Moravský zemský archiv v Brně
- SOkA – státní okresní archiv
- SOA – státní oblastní archiv
- VHA – Vojenský historický archiv
- ZA – Zemský archiv v Opavě
- AM – archiv města

Zkratky užívané pro označení některých archivních fondů:
- AF – archiv fary
- AM – archiv města
- AO – archiv obce
- RA – rodinný archiv
- Vs – velkostatek
- APF – Archivní programové fondy

## Archivní časopisy
Mezi české archivní časopisy patří zejména Archivní časopis vydávaný Ministerstvem vnitra, Sborník archivních prací a Archivní zprávy vydávaný Akademií věd ČR. Z dnes již neexistujících to byl Sborník archivu ministerstva vnitra (do roku 1940) a na něho navazující Sborník archivních prací Ústředního archivu Ministerstva vnitra (do roku 1954). Na Slovensku vychází časopis Slovenská archivistika.
Ze světových to jsou německý Archivalische Zeitschrift a Archivar, dále nizozemský Nederlands Archievenblad a francouzský Revue internationale des archives, des bibliothèques et des musées.

## Archivní pomůcky
Pro usnadnění orientace v rozsáhlých archivech slouží archivní pomůcky:
- průvodce (stručný popis fondů a sbírek)
- inventáře (ke každému fondu, který je tvořen soupisem inventárních jednotek s jejich stručnou charakteristika)
- katalogy (jen některé jednotky se stručným popisem).